# Nazz III
Nazz III è il terzo e ultimo album in studio del gruppo musicale statunitense Nazz, pubblicato nel 1971.

## Tracce
Testi e musiche di Todd Rundgren eccetto dove indicato.

Side 1
1. Some People – 3:38
2. Only One Winner – 3:02
3. Kicks (Barry Mann, Cynthia Weil) – 3:47
4. Resolution – 2:44
5. It's Not That Easy – 2:36
6. Old Time Lovemaking – 2:29
7. Magic Me – 3:04

Side 2
1. Loosen Up (Robert Antoni, Thom Mooney, Rundgren, Carson Van Osten) – 1:24
2. Take the Hand – 2:15
3. How Can You Call That Beautiful – 3:39
4. Plenty of Lovin' (Van Osten)– 3:43
5. Christopher Columbus (Van Osten) – 3:20
6. You Are My Window – 6:00

## Formazione
- Todd Rundgren – chitarra elettrica, cori, voce (in You Are My Window)
- Robert "Stewkey" Antoni – tastiera, cori, voce (eccetto You Are My Window)
- Carson Van Osten – basso, cori
- Thom Mooney – batteria